# ایواوغلی
ایواوغلی (به ترکی آذربایجانی: ائواوغلو Evoğlu) یکی از شهرهای استان آذربایجان غربی ایران است. این شهر مرکز بخش ایواوغلی در شهرستان خوی است. بر پایه سرشماری سال ۱۳۹۵، جمعیت این شهر برابر با ۳۳۲۰ نفر بوده است.

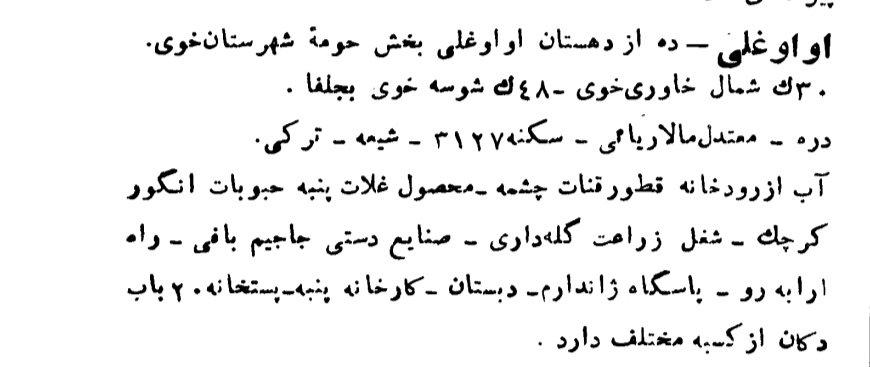
وصف شهر ایواوغلی در فرهنگ جغرافیائی ایران

در جلد چهارم کتاب «فرهنگ جغرافیائی ایران (آبادیها)» زبان مردم ایواوغلی، ترکی آذربایجانی و مذهب آن‌ها شیعه ذکر شده است.

## مشاهیر
محمد ایواوغلی (س یازدهم ق)، مذهب، خطاط و شاعر. از اهالی ایواوغلی، و از قورچیان سلطان حمزه میرزا (م ۱۰۶۹ ق)، نوادهٔ شاه طهماسب، بود. در خوشنویسی و تذهیب و طلاکاری مهارت داشت و بیشترین کارهای این هنرمند، تذهیب و تزیین و حاشیه‌بندی قطعات و نسخه‌های خطی بود و چون در صنعت شعر نیز دست داشت، اغلب سروده‌های خود و سایر شاعران را تذهیب می‌کرد. وی اشعار ترکی و فارسی را خوب می‌سرود. از آثار او می‌توان دیوان شعر منسوب به او را نام برد.
حیدربیک ایواوغلی صاحب مجمع الانشاء نگهداری در موزه بریتانیا.

## اماکن
مسجد ایواوغلی در سه راهی خوی، ماکو و مرند واقع شده و روزانه هزاران نفر از مسافران داخلی و خارجی از این مسیر به طرف ترکیه و اروپا و داخل کشور تردد می‌کنند.

## سایت‌های مرتبط با شهر ایواوغلی
- شهرداری ایواوغلی https://web.archive.org/web/20170117112839/http://www.evoghlucity.ir/
- بخشداری ایواوغلی https://web.archive.org/web/20181010115602/http://www.evoghlu.com/